# Челли, Тереза
Тереза Челли (англ. Teresa Celli), имя при рождении Тереза Левис (англ. Teresa Levis; 3 июня 1924 года — 1 октября 1999 года) — американская актриса, известная ролями в фильмах конца 1940-х и начала 1950-х годов.
Челли известна по ролям в фильмах нуар «Инцидент на границе» (1949), «Асфальтовые джунгли» (1949) и «Чёрная рука» (1950), а также в байопике «Великий Карузо» (1951).

## Ранние годы жизни и начало карьеры
Тереза Челли родилась 3 июня 1924 года в Дайсарте, Пенсильвания, США, её имя при рождении Тереза Левис.
Челли была одной из 10 детей в семье с итальянскими корнями. Когда Терезе было пять лет, отец получил наследство в Милане, после чего вернулся в Италию вместе с семьёй. Её бабушка Мария Скагнет (итал. Maria Scagnet) и прабабушка Дюваль Челли (итал. Duval Celli) были оперным певицами, и именно у последней Тереза взяла своё имя.
Как написал в «Лос-Анджелес Таймс» Эдвин Дж. Стронг, «молодая, красивая брюнетка, Челли обожала оперу. В Италии она училась вокалу под руководством известной певицы Эрсильды Черви-Кароли». Во время Второй мировой войны вместе с матерью Тереза бежала в Швейцарию, а оттуда — в США. Оказавшись в Нью-Йорке, Челли продолжала заниматься вокалом с частными преподавателями. После окончания войны Тереза вернулась в Италию, где после прослушивания была зачислена на курсы в театре «Ла-Скала», где училась три года.
По информации «Лос-Анджелес Таймс», в 1948 году кинокомпания Metro-Goldwyn-Mayer подписала контракт с Челли, «новой привлекательной звездой, которая в Италии играла как в оперных, так и драматических спектаклях»
Челли дебютировала на американском радио 5 марта 1949 года в программе NBC «Звёздный театр с Фрэнком Синатрой».

## Карьера в кино и на телевидении
Челли дебютировала в кино в фильме нуар студии MGM «Инцидент на границе» (1949), сыграв небольшую роль жены несчастного мексиканского крестьянина, который после безуспешных попыток оформить разрешение на работу в США пытается получить работу на американской ферме нелегально.
Год спустя MGM выпустила фильм нуар «Чёрная рука» (1950) об итальянской мафии в Нью-Йорке. В этой картине Челли сыграла значимую роль кассира в банке и подруги детства главного героя (Джин Келли), которому помогает в борьбе с итальянской мафиозной организацией, известной как «Чёрная рука». Кинообозреватель «Нью-Йорк Таймс» Босли Краузер обратил внимание на игру Челли, написав, что наряду с Келли и Дж. Кэроллом Нэшем «хороши в ролях меньшей значимости Тереза Челли как возлюбленная героя, Фрэнк Пулья в роли жертвы „Чёрной руки“, Карло Триколи в качестве предателя и Карл Миллитэр в роли щеголеватого бандита». Рецензент TV Guide выразил мнение, что «Тереза Челли отлична в роли красивой подружки Келли», а современный критик Крейг Батлер, особенно выделив игру Келли и Нэша, далее написал, что «Челли также довольно хороша, и потому вызывает удивление, что её карьера была столь краткой».
В том же году Челли сыграла в классическом фильме нуар студии MGM «Асфальтовые джунгли» (1950), который рассказывал о тщательно спланированном и проведённом ограблении ювелирного магазина, которое осуществляет команда под руководством опытного преступника Дока Риденшнайдера (Сэм Джаффе). Однако невезение при ограблении и ряд ошибок членов банды приводят к тому, что всех преступников либо убивает, либо ловит полиция. Челли сыграла в этой картине Марию, жену опытного медвежатника Луи Чавелли (Энтони Карузо), который перед тем, как согласиться на участие в ограблении, уже много лет вёл нормальную семейную жизнь. Во время ограбления его тяжело ранят, после чего шофёр отвозит его домой, где он умирает на руках у беспомощной и безутешной Марии.
Челли также сыграла роль второго плана в спортивной мелодраме «Удар справа» (1950), а также эпизодические роли (без указания в титрах) в музыкальной комедии «Нэнси едет в Рио» (1950) и в криминально-политическом триллере «Кризис» (1950) с участием Кэри Гранта.
В музыкальном байопике «Великий Карузо» (1951) с Марио Ланцей в заглавной роли Челли сыграла роль солистки «Метрополитен-опера».
После ухода из кино Челли сыграла в нескольких телесериалах, среди них «Театр звёзд „Шлитц“» (1952), «Роберт Монтгомери представляет» (1953) и «Гудзонов залив» (1959, 3 эпизода).
Затем, как отмечено в журнале TV Guide, она «странным образом исчезла с большого экрана».

## Личная жизнь
В 1951 году Челли вышла замуж за актёра Барри Нельсона, после чего завершила кинокарьеру. Они развелись в 1965 году.

## Смерть
Тереза Челли умерла 1 октября 1999 года в Леканто, Флорида, США.

## Фильмография
| Год  |   | Русское название               | Оригинальное название      | Роль                                |
| ---- | - | ------------------------------ | -------------------------- | ----------------------------------- |
| 1949 | ф | Инцидент на границе            | Border Incident            | Мария                               |
| 1950 | ф | Нэнси едет в Рио               | Nancy Goes to Rio          | администратор (в титрах не указана) |
| 1950 | ф | Чёрная рука                    | Black Hand                 | Изабелла Гомболи                    |
| 1950 | ф | Асфальтовые джунгли            | The Asphalt Jungle         | Мария Чьявелли                      |
| 1950 | ф | Кризис                         | Crisis                     | Роза Алдана (в титрах не указана)   |
| 1950 | ф | Удар справа                    | Right Cross                | Марина Монтерес                     |
| 1951 | ф | Великий Карузо                 | The Great Caruso           | певица                              |
| 1952 | с | Театр звёзд «Шлитц»            | Schlitz Playhouse of Stars | 1 эпизод                            |
| 1953 | с | Роберт Монтгомери представляет | Robert Montgomery Presents | 1 эпизод                            |
| 1959 | с | Гудзонов залив                 | Hudson's Bay               | разные роли (3 эпизода)             |